# Massimo Bertolini
Massimo Bertolini (ur. 30 maja 1974 w Weronie) – włoski tenisista, reprezentant w Pucharze Davisa, olimpijczyk z Sydney (2000).

## Kariera tenisowa
Bertolini karierę tenisową rozpoczął w roku 1993, a zakończył w 2006.
Występował głównie jako deblista. W turniejach rangi ATP World Tour Włoch odniósł 2 zwycięstwa oraz był uczestnikiem 5 finałów.
W latach 2002–2004 reprezentował Włochy w Pucharze Davisa. Rozegrał przez ten okres 6 pojedynków deblowych, z których 4 wygrał.
W 2000 roku Bertolini wziął udział w igrzyskach olimpijskich w Sydney, dochodząc do 2 rundy gry podwójnej w parze z Cristianem Brandim. Mecz o dalszą rundę Włosi przegrali z Dominikiem Hrbatým i Karolem Kučerą.
W rankingu gry pojedynczej Bertolini najwyżej był na 329. miejscu (1 maja 1995), a w klasyfikacji gry podwójnej na 36. pozycji (3 maja 2004).

### Finały w turniejach ATP World Tour
| Legenda                                      |
| -------------------------------------------- |
| Wielki Szlem                                 |
| Igrzyska olimpijskie                         |
| Tennis Masters Cup / ATP Finals              |
| ATP Masters Series / ATP Tour Masters 1000   |
| ATP International Series Gold / ATP Tour 500 |
| ATP International Series / ATP Tour 250      |

#### Gra podwójna (2–5)
| Końcowy wynik | Nr | Data              | Turniej    | Nawierzchnia | Partner         | Przeciwnicy                         | Wynik finału     |
| ------------- | -- | ----------------- | ---------- | ------------ | --------------- | ----------------------------------- | ---------------- |
| Finalista     | 1. | 15 listopada 1998 | Santiago   | Ceglana      | Devin Bowen     | Mariano Hood Sebastián Prieto       | 6:7, 7:6, 6:7    |
| Finalista     | 2. | 18 kwietnia 1999  | Barcelona  | Ceglana      | Cristian Brandi | Paul Haarhuis Jewgienij Kafielnikow | 5:7, 3:6         |
| Finalista     | 3. | 2 maja 1999       | Monachium  | Ceglana      | Cristian Brandi | Daniel Orsanic Mariano Puerta       | 6:7, 6:3, 6:7    |
| Finalista     | 4. | 1 sierpnia 1999   | Umag       | Ceglana      | Cristian Brandi | Mariano Puerta Javier Sánchez       | 6:3, 2:6, 3:6    |
| Finalista     | 5. | 14 lipca 2002     | Gstaad     | Ceglana      | Cristian Brandi | Joshua Eagle David Rikl             | 6:7(5), 4:6      |
| Zwycięzca     | 1. | 25 maja 2003      | St. Pölten | Ceglana      | Simon Aspelin   | Sarkis Sarksjan Nenad Zimonjić      | 6:4, 6:7(8), 6:3 |
| Zwycięzca     | 2. | 13 lipca 2003     | Båstad     | Ceglana      | Simon Aspelin   | Lucas Arnold Ker Mariano Hood       | 6:7(3), 6:0, 6:4 |